# David Elias Heidenreich

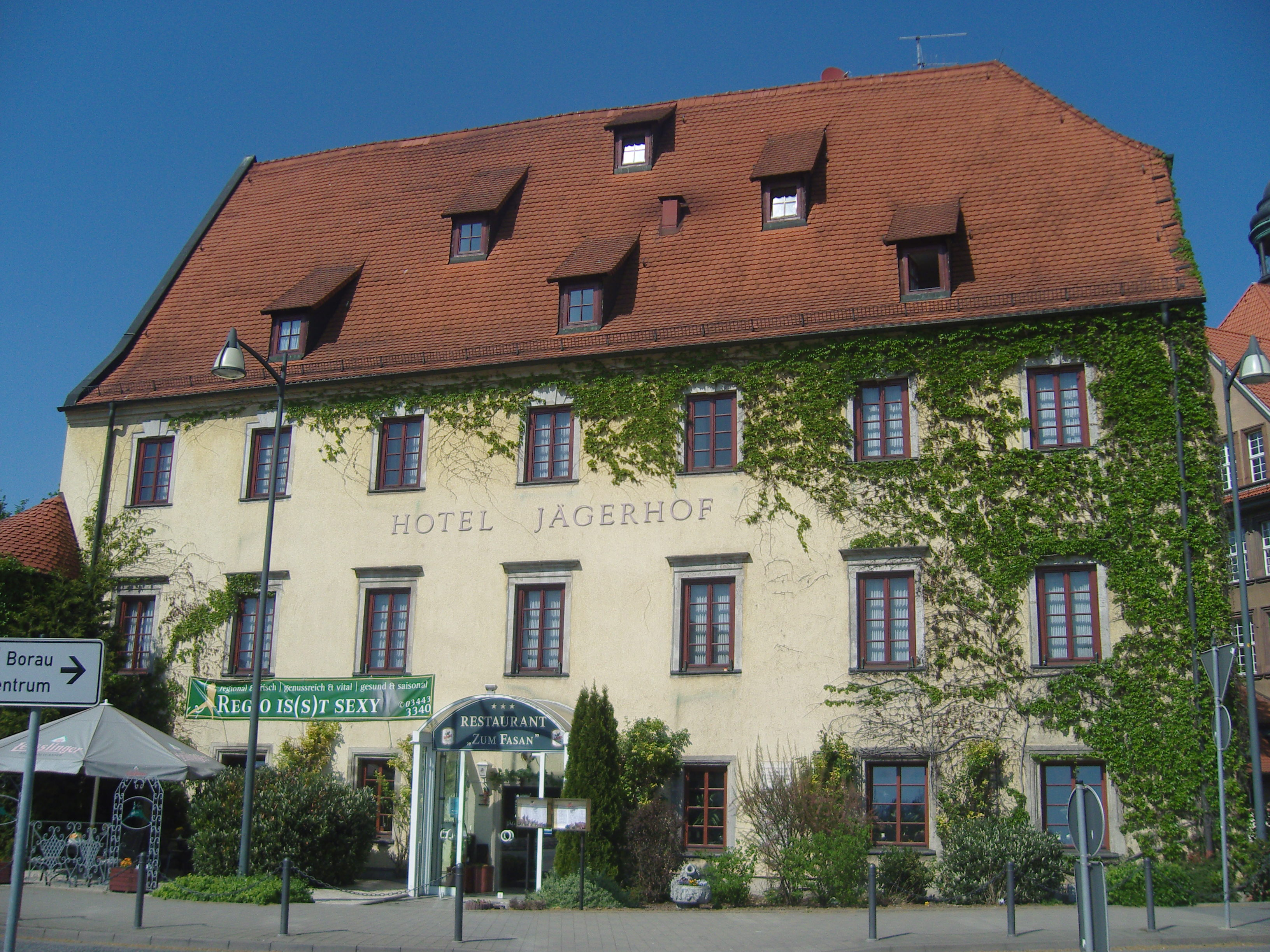
Wohnhaus in Weißenfels

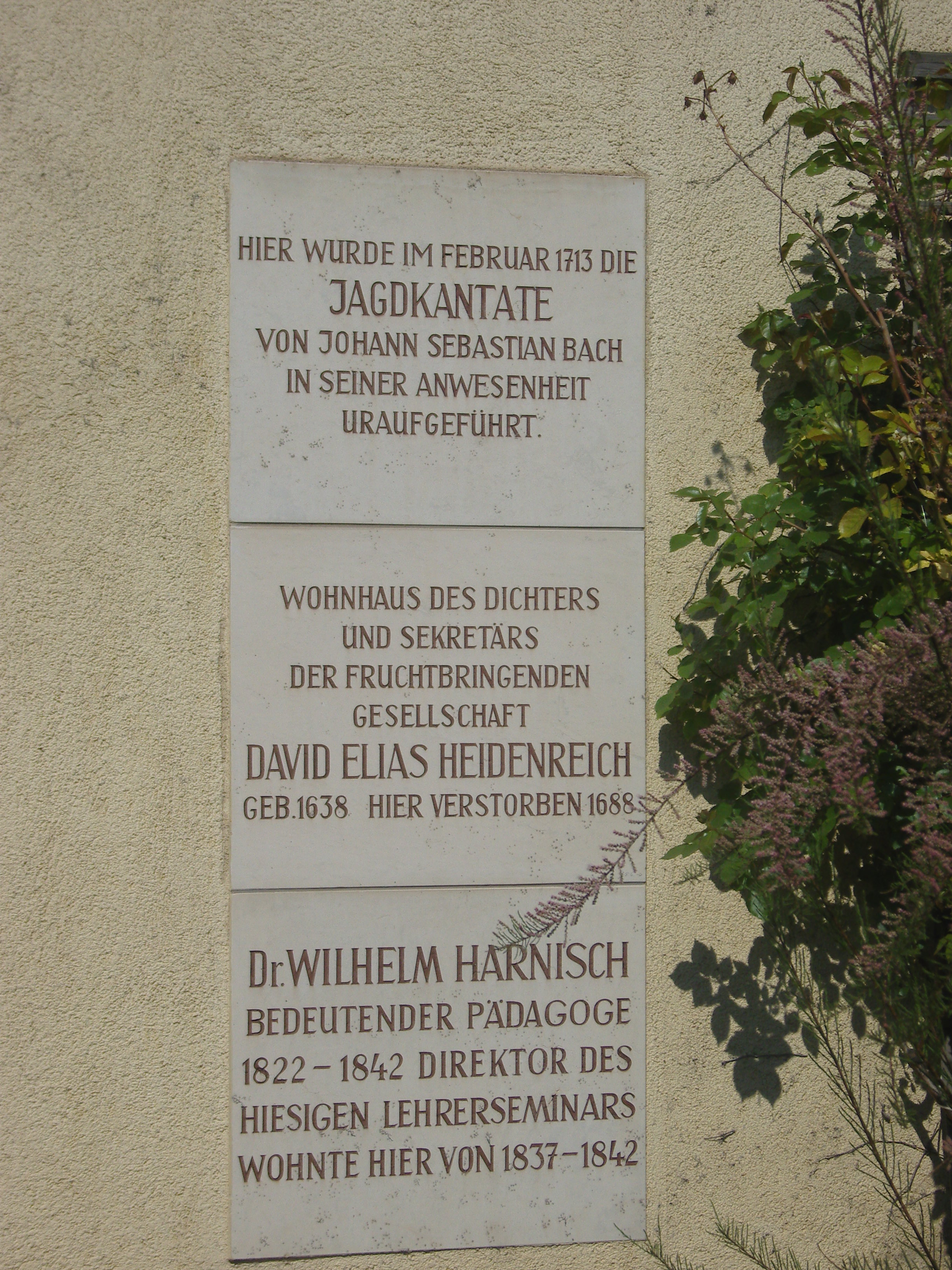
Gedenktafel am Wohnhaus in Weißenfels

David Elias Heidenreich (* 21. Januar 1638 in Leipzig; † 6. Juni 1688 in Weißenfels) war ein deutscher Dichter, Dramatiker und Übersetzer der Barockzeit.

## Leben
Der Dichter war ein Sohn des Leipziger Juristen Tobias Heidenreich und seiner Ehefrau, einer Tochter des Buchdrucker-Dichters Gregor Ritzsch. Obschon er, dem Vater folgend, die juristische Laufbahn einschlug, zeigten sich schon früh seine dichterischen Talente als mütterliches Erbe. Nach dem Tode des Vaters fand der Dreizehnjährige Aufnahme im Hause des Bürgermeisters und Dichters Christian Brehme in Dresden. Später besuchte er das Gymnasium in Halle (Saale) und 1655 immatrikulierte er sich an der juristischen Fakultät in Wittenberg.
Schon als Student verdiente er sich ein Auskommen durch Übersetzungen und Gelegenheitsdichtungen. Nach Abschluss des Studiums ging er den Hofdienst in Weißenfels. 1672 wurde er mit dem Beinamen „Der Willige“ in die Fruchtbringende Gesellschaft aufgenommen. Als Hof- und Konsistorialrat machte er am Hof Karriere, und seine zahlreichen Theaterstücke wurden dort uraufgeführt. Heidenreichs "Geistliche Oden" (1665) wurden von dem Schütz-Schüler David Pohle vertont.

## Werke (Auswahl)
- (Übs.) Joost van den Vondel: Rache zu Gibeon.  Leipzig 1662
- (Übs.) Pierre Corneille: Horatz oder Gerechtfertigter Schwester-Mord.  Leipzig 1662
- Geistliche Oden auf die fürnehmsten Feste und alle Sonntage des gantzen Jahres.  Halle 1665
- Heyrath macht Friede, oder Der erkannte Tuisco. Trauer-Freuden-Spiel.  Halle 1669
- Der verliebte Mörder Herodes, der Große.  Halle 1673